# Collegio elettorale di Sassari I
Il collegio elettorale di Sassari è stato un collegio elettorale uninominale del Regno di Sardegna.
Fu istituito con il Regio editto del 17 marzo 1848.
Nel 1856 ci fu una riforma dei collegi elettorali insulari del regno di Sardegna. Il collegio perse l'ordinale e si denominò semplicemente collegio di Sassari.
Il collegio nella nuova configurazione comprendeva i mandamento di Levante, di Ponente e di Portotorres, con una popolazione di ca. 24.000 persone. 
Nel 1859 ci fu una riforma, che riguardava tutti i territori del Regno, compresi quelli pervenuti tramite la II guerra di indipendenza, il collegio ebbe una nuova configurazione e comprendeva i territori di Sassari levante, Sassari ponente, Portotorres, Ittiri e Assi. 
Con l'unità d'Italia il collegio confluì nell'omonimo collegio del nuovo regno.

## Dati elettorali
Nel collegio si svolsero votazioni per le sette legislature del Regno di Sardegna.

### I legislatura
Le votazioni si svolsero in 222 collegi uninominali a doppio turno. Come previsto dal decreto n. 680 del 17 marzo 1848, era eletto al primo turno il candidato che «riunisce in suo favore più del terzo dei voti del total numero dei membri componenti il collegio e più della metà dei suffragi dati dai votanti presenti all'adunanza» (art. 92). Se nessun candidato era eletto, al ballottaggio tra i due candidati con più voti era eletto chi otteneva il maggior numero di voti (art. 93) o, in caso di ugual numero di voti, il maggiore d'età (art. 94).
| Partito                            | Partito                            | Candidato                          | Risultati 17 aprile 1848 | Risultati 17 aprile 1848 |
| Partito                            | Partito                            | Candidato                          | Voti                     | %                        |
| ---------------------------------- | ---------------------------------- | ---------------------------------- | ------------------------ | ------------------------ |
|                                    | —                                  | Pasquale Tola                      | 229                      | 94,63                    |
|                                    | —                                  | Francesco Cossu                    | 13                       | 5,37                     |
|                                    |                                    |                                    |                          |                          |
| Iscritti                           | Iscritti                           | Iscritti                           | 326                      | 100,00                   |
| ↳ Votanti (% su iscritti)          | ↳ Votanti (% su iscritti)          | ↳ Votanti (% su iscritti)          | 255                      | 78,22                    |
| ↳ Voti validi (% su votanti)       | ↳ Voti validi (% su votanti)       | ↳ Voti validi (% su votanti)       | 242                      | 94,90                    |
| ↳ Schede non valide (% su votanti) | ↳ Schede non valide (% su votanti) | ↳ Schede non valide (% su votanti) | 13                       | 5,10                     |
| ↳ Astenuti (% su iscritti)         | ↳ Astenuti (% su iscritti)         | ↳ Astenuti (% su iscritti)         | 71                       | 21,78                    |

"Nella seduta del 20 novembre 1848 cessò dalla deputazione avendo accettato la carica di presidente del Consiglio della R. Università di Sassari". Il collegio fu riconvocato. 
| Partito                            | Partito                            | Candidato                          | Primo turno 12 dicembre 1848 | Primo turno 12 dicembre 1848 | Ballottaggio 13 dicembre 1848 | Ballottaggio 13 dicembre 1848 |
| Partito                            | Partito                            | Candidato                          | Voti                         | %                            | Voti                          | %                             |
| ---------------------------------- | ---------------------------------- | ---------------------------------- | ---------------------------- | ---------------------------- | ----------------------------- | ----------------------------- |
|                                    | —                                  | Pasquale Tola                      | 93                           | 64,14                        | 93                            | 78,15                         |
|                                    | —                                  | Francesco Cossu                    | 52                           | 35,86                        | 26                            | 21,85                         |
|                                    |                                    |                                    |                              |                              |                               |                               |
| Iscritti                           | Iscritti                           | Iscritti                           | 326                          | 100,00                       | 326                           | 100,00                        |
| ↳ Votanti (% su iscritti)          | ↳ Votanti (% su iscritti)          | ↳ Votanti (% su iscritti)          | 162                          | 49,69                        | 120                           | 36,81                         |
| ↳ Voti validi (% su votanti)       | ↳ Voti validi (% su votanti)       | ↳ Voti validi (% su votanti)       | 145                          | 89,51                        | 119                           | 99,17                         |
| ↳ Schede non valide (% su votanti) | ↳ Schede non valide (% su votanti) | ↳ Schede non valide (% su votanti) | 17                           | 10,49                        | 1                             | 0,83                          |
| ↳ Astenuti (% su iscritti)         | ↳ Astenuti (% su iscritti)         | ↳ Astenuti (% su iscritti)         | 164                          | 50,31                        | 206                           | 63,19                         |

L'onorevole Tola fu nominato consigliere d'appello il 12 dicembre 1848 e decadde dalla carica. L'elezione comunque non fu convalidata per la chiusura della Legislatura.

### II legislatura
Le votazioni si svolsero in 222 collegi uninominali a doppio turno con la stessa normativa precedente (al primo turno un numero di voti maggiore di un terzo degli iscritti).
| Partito                            | Partito                            | Candidato                          | Primo turno 15 gennaio 1849 | Primo turno 15 gennaio 1849 | Ballottaggio 16 gennaio 1849 | Ballottaggio 16 gennaio 1849 |
| Partito                            | Partito                            | Candidato                          | Voti                        | %                           | Voti                         | %                            |
| ---------------------------------- | ---------------------------------- | ---------------------------------- | --------------------------- | --------------------------- | ---------------------------- | ---------------------------- |
|                                    | —                                  | Pasquale Tola                      | 80                          | 80,81                       | 87                           | 87,00                        |
|                                    | —                                  | Francesco Cossu                    | 19                          | 19,19                       | 13                           | 13,00                        |
|                                    |                                    |                                    |                             |                             |                              |                              |
| Iscritti                           | Iscritti                           | Iscritti                           | 326                         | 100,00                      | 326                          | 100,00                       |
| ↳ Votanti (% su iscritti)          | ↳ Votanti (% su iscritti)          | ↳ Votanti (% su iscritti)          | 117                         | 35,89                       | 106                          | 32,52                        |
| ↳ Voti validi (% su votanti)       | ↳ Voti validi (% su votanti)       | ↳ Voti validi (% su votanti)       | 99                          | 84,62                       | 100                          | 94,34                        |
| ↳ Schede non valide (% su votanti) | ↳ Schede non valide (% su votanti) | ↳ Schede non valide (% su votanti) | 18                          | 15,38                       | 6                            | 5,66                         |
| ↳ Astenuti (% su iscritti)         | ↳ Astenuti (% su iscritti)         | ↳ Astenuti (% su iscritti)         | 209                         | 64,11                       | 220                          | 67,48                        |

"Annullata l'elezione 18 febbraio 1849 per non avere l'eletto compiuto il triennio d’inamovibilità dalla promulgazione dello Statuto". Il collegio fu riconvocato. 
| Partito                            | Partito                            | Candidato                          | Primo turno 20 marzo 1849 | Primo turno 20 marzo 1849 | Ballottaggio 21 marzo 1849 | Ballottaggio 21 marzo 1849 |
| Partito                            | Partito                            | Candidato                          | Voti                      | %                         | Voti                       | %                          |
| ---------------------------------- | ---------------------------------- | ---------------------------------- | ------------------------- | ------------------------- | -------------------------- | -------------------------- |
|                                    | —                                  | Francesco Cossu                    | 41                        | 48,24                     | 87                         | 60,84                      |
|                                    | —                                  | Francesco Sulis                    | 44                        | 51,76                     | 56                         | 39,16                      |
|                                    |                                    |                                    |                           |                           |                            |                            |
| Iscritti                           | Iscritti                           | Iscritti                           | 326                       | 100,00                    | 326                        | 100,00                     |
| ↳ Votanti (% su iscritti)          | ↳ Votanti (% su iscritti)          | ↳ Votanti (% su iscritti)          | 122                       | 37,42                     | 143                        | 43,87                      |
| ↳ Voti validi (% su votanti)       | ↳ Voti validi (% su votanti)       | ↳ Voti validi (% su votanti)       | 85                        | 69,67                     | 143                        | 100,00                     |
| ↳ Schede non valide (% su votanti) | ↳ Schede non valide (% su votanti) | ↳ Schede non valide (% su votanti) | 37                        | 30,33                     | 0                          | 0,00                       |
| ↳ Astenuti (% su iscritti)         | ↳ Astenuti (% su iscritti)         | ↳ Astenuti (% su iscritti)         | 204                       | 62,58                     | 183                        | 56,13                      |

L'elezione non fu convalidata per la chiusura della Legislatura.

### III legislatura
Le votazioni si svolsero in 204 collegi uninominali a doppio turno con la normativa del 1848 (al primo turno un numero di voti maggiore di un terzo degli iscritti).
| Partito                            | Partito                            | Candidato                          | Primo turno 22 luglio 1849 | Primo turno 22 luglio 1849 | Ballottaggio 23 luglio 1849 | Ballottaggio 23 luglio 1849 |
| Partito                            | Partito                            | Candidato                          | Voti                       | %                          | Voti                        | %                           |
| ---------------------------------- | ---------------------------------- | ---------------------------------- | -------------------------- | -------------------------- | --------------------------- | --------------------------- |
|                                    | —                                  | Pasquale Tola                      | 82                         | 68,33                      | 98                          | 72,06                       |
|                                    | —                                  | Francesco Cossu                    | 38                         | 31,67                      | 38                          | 27,94                       |
|                                    |                                    |                                    |                            |                            |                             |                             |
| Iscritti                           | Iscritti                           | Iscritti                           | 388                        | 100,00                     | 388                         | 100,00                      |
| ↳ Votanti (% su iscritti)          | ↳ Votanti (% su iscritti)          | ↳ Votanti (% su iscritti)          | 160                        | 41,24                      | 145                         | 37,37                       |
| ↳ Voti validi (% su votanti)       | ↳ Voti validi (% su votanti)       | ↳ Voti validi (% su votanti)       | 120                        | 75,00                      | 136                         | 93,79                       |
| ↳ Schede non valide (% su votanti) | ↳ Schede non valide (% su votanti) | ↳ Schede non valide (% su votanti) | 40                         | 25,00                      | 9                           | 6,21                        |
| ↳ Astenuti (% su iscritti)         | ↳ Astenuti (% su iscritti)         | ↳ Astenuti (% su iscritti)         | 228                        | 58,76                      | 243                         | 62,63                       |

"Annullata l'elezione 13 agosto 1849 per non avere l'eletto compiuto il triennio d’inamovibilità dalla promulgazione dello Statuto". Il collegio fu riconvocato. 
| Partito                            | Partito                            | Candidato                          | Primo turno 16 settembre 1849 | Primo turno 16 settembre 1849 | Ballottaggio 17 settembre 1849 | Ballottaggio 17 settembre 1849 |
| Partito                            | Partito                            | Candidato                          | Voti                          | %                             | Voti                           | %                              |
| ---------------------------------- | ---------------------------------- | ---------------------------------- | ----------------------------- | ----------------------------- | ------------------------------ | ------------------------------ |
|                                    | —                                  | Niccolò Ferracciu                  | 69                            | 60,00                         | 99                             | 56,57                          |
|                                    | —                                  | Diego Marongiu                     | 46                            | 40,00                         | 76                             | 43,43                          |
|                                    |                                    |                                    |                               |                               |                                |                                |
| Iscritti                           | Iscritti                           | Iscritti                           | 416                           | 100,00                        | 416                            | 100,00                         |
| ↳ Votanti (% su iscritti)          | ↳ Votanti (% su iscritti)          | ↳ Votanti (% su iscritti)          | 133                           | 31,97                         | 176                            | 42,31                          |
| ↳ Voti validi (% su votanti)       | ↳ Voti validi (% su votanti)       | ↳ Voti validi (% su votanti)       | 115                           | 86,47                         | 175                            | 99,43                          |
| ↳ Schede non valide (% su votanti) | ↳ Schede non valide (% su votanti) | ↳ Schede non valide (% su votanti) | 18                            | 13,53                         | 1                              | 0,57                           |
| ↳ Astenuti (% su iscritti)         | ↳ Astenuti (% su iscritti)         | ↳ Astenuti (% su iscritti)         | 283                           | 68,03                         | 240                            | 57,69                          |

### IV legislatura
Le votazioni si svolsero in 204 collegi uninominali a doppio turno con la normativa del 1848 (al primo turno un numero di voti maggiore di un terzo degli iscritti).
| Partito                            | Partito                            | Candidato                          | Primo turno 13 dicembre 1849 | Primo turno 13 dicembre 1849 | Ballottaggio 14 dicembre 1849 | Ballottaggio 14 dicembre 1849 |
| Partito                            | Partito                            | Candidato                          | Voti                         | %                            | Voti                          | %                             |
| ---------------------------------- | ---------------------------------- | ---------------------------------- | ---------------------------- | ---------------------------- | ----------------------------- | ----------------------------- |
|                                    | —                                  | Pasquale Tola                      | 72                           | 54,55                        | 145                           | 69,05                         |
|                                    | —                                  | Francesco Cossu                    | 60                           | 45,45                        | 65                            | 30,95                         |
|                                    |                                    |                                    |                              |                              |                               |                               |
| Iscritti                           | Iscritti                           | Iscritti                           | 416                          | 100,00                       | 416                           | 100,00                        |
| ↳ Votanti (% su iscritti)          | ↳ Votanti (% su iscritti)          | ↳ Votanti (% su iscritti)          | 242                          | 58,17                        | 215                           | 51,68                         |
| ↳ Voti validi (% su votanti)       | ↳ Voti validi (% su votanti)       | ↳ Voti validi (% su votanti)       | 132                          | 54,55                        | 210                           | 97,67                         |
| ↳ Schede non valide (% su votanti) | ↳ Schede non valide (% su votanti) | ↳ Schede non valide (% su votanti) | 110                          | 45,45                        | 5                             | 2,33                          |
| ↳ Astenuti (% su iscritti)         | ↳ Astenuti (% su iscritti)         | ↳ Astenuti (% su iscritti)         | 174                          | 41,83                        | 201                           | 48,32                         |

"Annullata l'elezione il 29 dicembre 1849 per non avere l'eletto compiuto il triennio d’inamovibilità dalla promulgazione dello Statuto". Il collegio fu riconvocato. 
| Partito                            | Partito                            | Candidato                          | Primo turno 2 febbraio 1850 | Primo turno 2 febbraio 1850 | Ballottaggio 3 febbraio 1850 | Ballottaggio 3 febbraio 1850 |
| Partito                            | Partito                            | Candidato                          | Voti                        | %                           | Voti                         | %                            |
| ---------------------------------- | ---------------------------------- | ---------------------------------- | --------------------------- | --------------------------- | ---------------------------- | ---------------------------- |
|                                    | —                                  | Francesco Sulis                    | 64                          | 81,01                       | 113                          | 73,86                        |
|                                    | —                                  | Antonio d'Ittiri Ledà              | 15                          | 18,99                       | 40                           | 26,14                        |
|                                    |                                    |                                    |                             |                             |                              |                              |
| Iscritti                           | Iscritti                           | Iscritti                           | 416                         | 100,00                      | 416                          | 100,00                       |
| ↳ Votanti (% su iscritti)          | ↳ Votanti (% su iscritti)          | ↳ Votanti (% su iscritti)          | 96                          | 23,08                       | 154                          | 37,02                        |
| ↳ Voti validi (% su votanti)       | ↳ Voti validi (% su votanti)       | ↳ Voti validi (% su votanti)       | 79                          | 82,29                       | 153                          | 99,35                        |
| ↳ Schede non valide (% su votanti) | ↳ Schede non valide (% su votanti) | ↳ Schede non valide (% su votanti) | 17                          | 17,71                       | 1                            | 0,65                         |
| ↳ Astenuti (% su iscritti)         | ↳ Astenuti (% su iscritti)         | ↳ Astenuti (% su iscritti)         | 320                         | 76,92                       | 262                          | 62,98                        |

L'onorevole Sulis il 31 dicembre 1851 fu nominato professore di diritto internazionale nella Università di Sassari e conseguentemente decadde dalla carica. Il collegio fu riconvocato. 
| Partito                            | Partito                            | Candidato                          | Primo turno 25 gennaio 1852 | Primo turno 25 gennaio 1852 | Ballottaggio 26 gennaio 1852 | Ballottaggio 26 gennaio 1852 |
| Partito                            | Partito                            | Candidato                          | Voti                        | %                           | Voti                         | %                            |
| ---------------------------------- | ---------------------------------- | ---------------------------------- | --------------------------- | --------------------------- | ---------------------------- | ---------------------------- |
|                                    | —                                  | Francesco Sulis                    | 71                          | 53,79                       | 98                           | 51,85                        |
|                                    | —                                  | Pasquale Tola                      | 61                          | 46,21                       | 91                           | 48,15                        |
|                                    |                                    |                                    |                             |                             |                              |                              |
| Iscritti                           | Iscritti                           | Iscritti                           | 441                         | 100,00                      | 441                          | 100,00                       |
| ↳ Votanti (% su iscritti)          | ↳ Votanti (% su iscritti)          | ↳ Votanti (% su iscritti)          | 165                         | 37,41                       | 191                          | 43,31                        |
| ↳ Voti validi (% su votanti)       | ↳ Voti validi (% su votanti)       | ↳ Voti validi (% su votanti)       | 132                         | 80,00                       | 189                          | 98,95                        |
| ↳ Schede non valide (% su votanti) | ↳ Schede non valide (% su votanti) | ↳ Schede non valide (% su votanti) | 33                          | 20,00                       | 2                            | 1,05                         |
| ↳ Astenuti (% su iscritti)         | ↳ Astenuti (% su iscritti)         | ↳ Astenuti (% su iscritti)         | 276                         | 62,59                       | 250                          | 56,69                        |

L'elezione fu annullata il 18 febbraio 1852 perché il numero dei deputati impiegati era completo. Il collegio fu riconvocato.
| Partito                            | Partito                            | Candidato                          | Primo turno 7 marzo 1852 | Primo turno 7 marzo 1852 | Ballottaggio 8 marzo 1852 | Ballottaggio 8 marzo 1852 |
| Partito                            | Partito                            | Candidato                          | Voti                     | %                        | Voti                      | %                         |
| ---------------------------------- | ---------------------------------- | ---------------------------------- | ------------------------ | ------------------------ | ------------------------- | ------------------------- |
|                                    | —                                  | Francesco Sulis                    | 44                       | 57,14                    | 92                        | 58,60                     |
|                                    | —                                  | Pasquale Tola                      | 33                       | 42,86                    | 65                        | 41,40                     |
|                                    |                                    |                                    |                          |                          |                           |                           |
| Iscritti                           | Iscritti                           | Iscritti                           | 439                      | 100,00                   | 439                       | 100,00                    |
| ↳ Votanti (% su iscritti)          | ↳ Votanti (% su iscritti)          | ↳ Votanti (% su iscritti)          | 81                       | 18,45                    | 157                       | 35,76                     |
| ↳ Voti validi (% su votanti)       | ↳ Voti validi (% su votanti)       | ↳ Voti validi (% su votanti)       | 77                       | 95,06                    | 157                       | 100,00                    |
| ↳ Schede non valide (% su votanti) | ↳ Schede non valide (% su votanti) | ↳ Schede non valide (% su votanti) | 4                        | 4,94                     | 0                         | 0,00                      |
| ↳ Astenuti (% su iscritti)         | ↳ Astenuti (% su iscritti)         | ↳ Astenuti (% su iscritti)         | 358                      | 81,55                    | 282                       | 64,24                     |

### V legislatura
Le votazioni si svolsero in 204 collegi uninominali a doppio turno con la normativa del 1848 (al primo turno un numero di voti maggiore di un terzo degli iscritti).
| Partito                            | Partito                            | Candidato                          | Primo turno 8 dicembre 1853 | Primo turno 8 dicembre 1853 | Ballottaggio 9 dicembre 1853 | Ballottaggio 9 dicembre 1853 |
| Partito                            | Partito                            | Candidato                          | Voti                        | %                           | Voti                         | %                            |
| ---------------------------------- | ---------------------------------- | ---------------------------------- | --------------------------- | --------------------------- | ---------------------------- | ---------------------------- |
|                                    | —                                  | Pasquale Tola                      | 124                         | 76,54                       | 134                          | 70,90                        |
|                                    | —                                  | Gian Maria Pisano Marras           | 38                          | 23,46                       | 55                           | 29,10                        |
|                                    |                                    |                                    |                             |                             |                              |                              |
| Iscritti                           | Iscritti                           | Iscritti                           | 423                         | 100,00                      | 423                          | 100,00                       |
| ↳ Votanti (% su iscritti)          | ↳ Votanti (% su iscritti)          | ↳ Votanti (% su iscritti)          | 171                         | 40,43                       | 190                          | 44,92                        |
| ↳ Voti validi (% su votanti)       | ↳ Voti validi (% su votanti)       | ↳ Voti validi (% su votanti)       | 162                         | 94,74                       | 189                          | 99,47                        |
| ↳ Schede non valide (% su votanti) | ↳ Schede non valide (% su votanti) | ↳ Schede non valide (% su votanti) | 9                           | 5,26                        | 1                            | 0,53                         |
| ↳ Astenuti (% su iscritti)         | ↳ Astenuti (% su iscritti)         | ↳ Astenuti (% su iscritti)         | 252                         | 59,57                       | 233                          | 55,08                        |

### VI legislatura
Le votazioni si svolsero in 204 collegi uninominali a doppio turno dopo la modifica dei collegi della Sardegna nel 1856; venne applicata la normativa del 1848 (al primo turno un numero di voti maggiore di un terzo degli iscritti).
N.B. Con la legge 27 gennaio 1856 il Collegio si denominò Sassari e il sorteggio gli destinò a rappresentante il deputato Mari, già eletto dal Collegio III di Sassari.
| Partito                            | Partito                            | Candidato                          | Primo turno 15 novembre 1857 | Primo turno 15 novembre 1857 | Ballottaggio 19 novembre 1857 | Ballottaggio 19 novembre 1857 |
| Partito                            | Partito                            | Candidato                          | Voti                         | %                            | Voti                          | %                             |
| ---------------------------------- | ---------------------------------- | ---------------------------------- | ---------------------------- | ---------------------------- | ----------------------------- | ----------------------------- |
|                                    | —                                  | Diego Marongiu                     | 202                          | 56,90                        | 305                           | 65,59                         |
|                                    | —                                  | Francesco Sulis                    | 96                           | 27,04                        | 160                           | 34,41                         |
|                                    | —                                  | Domenico Buffa                     | 57                           | 16,06                        |                               |                               |
|                                    |                                    |                                    |                              |                              |                               |                               |
| Iscritti                           | Iscritti                           | Iscritti                           | 1 126                        | 100,00                       | 1 126                         | 100,00                        |
| ↳ Votanti (% su iscritti)          | ↳ Votanti (% su iscritti)          | ↳ Votanti (% su iscritti)          | 435                          | 38,63                        | 468                           | 41,56                         |
| ↳ Voti validi (% su votanti)       | ↳ Voti validi (% su votanti)       | ↳ Voti validi (% su votanti)       | 355                          | 81,61                        | 465                           | 99,36                         |
| ↳ Schede non valide (% su votanti) | ↳ Schede non valide (% su votanti) | ↳ Schede non valide (% su votanti) | 80                           | 18,39                        | 3                             | 0,64                          |
| ↳ Astenuti (% su iscritti)         | ↳ Astenuti (% su iscritti)         | ↳ Astenuti (% su iscritti)         | 691                          | 61,37                        | 658                           | 58,44                         |

L'elezione fu annullata l'8 gennaio 1858 perché l'eletto era un canonico capitolare. Il collegio fu riconvocato.
| Partito                            | Partito                            | Candidato                          | Primo turno 3 febbraio 1858 | Primo turno 3 febbraio 1858 | Ballottaggio 7 febbraio 1858 | Ballottaggio 7 febbraio 1858 |
| Partito                            | Partito                            | Candidato                          | Voti                        | %                           | Voti                         | %                            |
| ---------------------------------- | ---------------------------------- | ---------------------------------- | --------------------------- | --------------------------- | ---------------------------- | ---------------------------- |
|                                    | —                                  | Domenico Buffa                     | 213                         | 65,94                       | 257                          | 67,63                        |
|                                    | —                                  | Francesco Sulis                    | 56                          | 17,34                       | 123                          | 32,37                        |
|                                    | —                                  | Giorgio Briano                     | 54                          | 16,72                       |                              |                              |
|                                    |                                    |                                    |                             |                             |                              |                              |
| Iscritti                           | Iscritti                           | Iscritti                           | 1 125                       | 100,00                      | 1 125                        | 100,00                       |
| ↳ Votanti (% su iscritti)          | ↳ Votanti (% su iscritti)          | ↳ Votanti (% su iscritti)          | 376                         | 33,42                       | 392                          | 34,84                        |
| ↳ Voti validi (% su votanti)       | ↳ Voti validi (% su votanti)       | ↳ Voti validi (% su votanti)       | 323                         | 85,90                       | 380                          | 96,94                        |
| ↳ Schede non valide (% su votanti) | ↳ Schede non valide (% su votanti) | ↳ Schede non valide (% su votanti) | 53                          | 14,10                       | 12                           | 3,06                         |
| ↳ Astenuti (% su iscritti)         | ↳ Astenuti (% su iscritti)         | ↳ Astenuti (% su iscritti)         | 749                         | 66,58                       | 733                          | 65,16                        |

L'onorevole Buffa è morto il 19 luglio 1858. Il collegio fu riconvocato.
| Partito                            | Partito                            | Candidato                          | Primo turno 20 agosto 1858 | Primo turno 20 agosto 1858 | Ballottaggio 22 agosto 1858 | Ballottaggio 22 agosto 1858 |
| Partito                            | Partito                            | Candidato                          | Voti                       | %                          | Voti                        | %                           |
| ---------------------------------- | ---------------------------------- | ---------------------------------- | -------------------------- | -------------------------- | --------------------------- | --------------------------- |
|                                    | —                                  | Niccolò Ferracciu                  | 156                        | 60,00                      | 260                         | 61,03                       |
|                                    | —                                  | Gianuario Alivesi                  | 104                        | 40,00                      | 166                         | 38,97                       |
|                                    |                                    |                                    |                            |                            |                             |                             |
| Iscritti                           | Iscritti                           | Iscritti                           | 1 087                      | 100,00                     | 1 087                       | 100,00                      |
| ↳ Votanti (% su iscritti)          | ↳ Votanti (% su iscritti)          | ↳ Votanti (% su iscritti)          | 284                        | 26,13                      | 428                         | 39,37                       |
| ↳ Voti validi (% su votanti)       | ↳ Voti validi (% su votanti)       | ↳ Voti validi (% su votanti)       | 260                        | 91,55                      | 426                         | 99,53                       |
| ↳ Schede non valide (% su votanti) | ↳ Schede non valide (% su votanti) | ↳ Schede non valide (% su votanti) | 24                         | 8,45                       | 2                           | 0,47                        |
| ↳ Astenuti (% su iscritti)         | ↳ Astenuti (% su iscritti)         | ↳ Astenuti (% su iscritti)         | 803                        | 73,87                      | 659                         | 60,63                       |

### VII legislatura
Le votazioni si svolsero in 387 collegi uninominali a doppio turno. Come previsto dalla legge elettorale del 20 novembre 1859, era eletto al primo turno il candidato che «riunisce in suo favore più del terzo dei voti del total numero dei membri componenti il collegio e più della metà dei suffragi dati dai votanti presenti all'adunanza» (art. 91). Se nessun candidato era eletto, al ballottaggio tra i due candidati con più voti era eletto chi otteneva il maggior numero di voti (art. 92) o, in caso di ugual numero di voti, il maggiore d'età (art. 93).
| Partito                            | Partito                            | Candidato                          | Primo turno 25 marzo 1860 | Primo turno 25 marzo 1860 | Ballottaggio 25 marzo 1860 | Ballottaggio 25 marzo 1860 |
| Partito                            | Partito                            | Candidato                          | Voti                      | %                         | Voti                       | %                          |
| ---------------------------------- | ---------------------------------- | ---------------------------------- | ------------------------- | ------------------------- | -------------------------- | -------------------------- |
|                                    | —                                  | Pasquale Stanislao Mancini         | 522                       | 75,87                     | 624                        | 84,32                      |
|                                    | —                                  | Pasquale Tola                      | 166                       | 24,13                     | 116                        | 15,68                      |
|                                    |                                    |                                    |                           |                           |                            |                            |
| Iscritti                           | Iscritti                           | Iscritti                           | 1 594                     | 100,00                    | 1 594                      | 100,00                     |
| ↳ Votanti (% su iscritti)          | ↳ Votanti (% su iscritti)          | ↳ Votanti (% su iscritti)          | 736                       | 46,17                     | 744                        | 46,68                      |
| ↳ Voti validi (% su votanti)       | ↳ Voti validi (% su votanti)       | ↳ Voti validi (% su votanti)       | 688                       | 93,48                     | 740                        | 99,46                      |
| ↳ Schede non valide (% su votanti) | ↳ Schede non valide (% su votanti) | ↳ Schede non valide (% su votanti) | 48                        | 6,52                      | 4                          | 0,54                       |
| ↳ Astenuti (% su iscritti)         | ↳ Astenuti (% su iscritti)         | ↳ Astenuti (% su iscritti)         | 858                       | 53,83                     | 850                        | 53,32                      |